# 座間郵便局
座間郵便局（ざまゆうびんきょく）は神奈川県座間市にある郵便局。民営化前の分類では集配普通郵便局であった。
郵便番号上3桁が「252」の区域在住人口は94.5万人以上であり、全国でも最多を誇る。

## 概要
住所：〒252-8799 神奈川県座間市相模が丘1-36-34

### 併設施設
- ゆうちょ銀行座間店（さいたま支店座間出張所）：取扱店番号025000

### 分室
- ゆうパック分室 (02500A) [1] - 住所：〒252-0001 神奈川県座間市相模が丘6-22-1

## 沿革
- 1899年（明治32年）1月16日 - 高座郡座間村座間3099番地（現・座間中宿郵便局と同位置）に座間郵便局が開局[2]。
- 1909年（明治42年）3月16日 - 電信業務開始[3]。
- 1928年（昭和3年）12月26日 - 電話通話事務開始（逓信省告示2894号）[4]。
- 1929年（昭和4年）4月21日 - 電話交換業務開始[5]。
- 1942年（昭和17年）6月26日 - 陸軍士官学校内に相武台分室開設。電信事務及び電話通話事務開始、但し、電信は窓口交付とし電話呼び出し事務は行われず（逓信省告示945号）[6]。
- 1945年（昭和20年）9月5日 - 敗戦による米軍進駐に伴い、相武台分室を閉鎖[7]。
- 1965年（昭和40年）5月30日 - 座間電報電話局開設につき、電信電話業務を座間電報電話局へ移管。同時に、座間町内の町田電報電話局・大和電報電話局に収容されていた165回線を座間電報電話局に振替収容した[8]。
- 1966年（昭和41年）11月14日 - 座間郵便局として、高座郡座間町相模台250番地に開局[9]。これに伴い、それまで同町内にあった座間郵便局は座間中宿郵便局に改称するとともに、当局に集配業務を移管。
- 1979年（昭和54年）4月 - 局舎新築落成。
- 1981年（昭和56年）6月1日 - 住居表示実施につき相模が丘一丁目36番34号と所在地表記変更。
- 1997年（平成9年）6月23日 - 外国通貨の両替および旅行小切手の売買に関する業務取扱を開始。
- 2007年（平成19年）10月1日 - 民営化に伴い、併設された郵便事業座間支店、ゆうちょ銀行座間店に一部業務を移管。
- 2010年（平成22年）4月1日 - 郵便事業座間支店を管轄する統括支店の変更にともない、当局、郵便事業座間支店およびゆうちょ銀行座間店の郵便番号が〒228-8799より〒252-8799へ変更。
- 2012年（平成24年）10月1日 - 郵便局株式会社と郵便事業株式会社の合併により、日本郵便株式会社が発足し、郵便事業座間支店が日本郵便の座間郵便局に統合。

## 取扱内容

### 座間郵便局
- 郵便、印紙、ゆうパック、内容証明
- 生命保険、バイク自賠責保険、自動車保険、がん保険、引受条件緩和型医療保険
- 「252-00xx」区域（座間市の全域）、「252-03xx」区域（相模原市南区の全域）の集配業務
- ゆうゆう窓口

### ゆうちょ銀行座間店
- 貯金、貸付、為替、振替、振込、国際送金、外貨両替、トラベラーズチェック、国債、投資信託、変額年金保険
- ATM

## 周辺
- 相武台団地
- 東海大学付属相模高等学校・中等部

## アクセス
- 小田急小田原線 小田急相模原駅（南口）から徒歩約13分
- 小田急小田原線 相武台前駅から徒歩約23分
- 神奈中バス 保育園前停留所、もしくは北相武台停留所下車
- 東名高速道路 横浜町田ICから西へ約8km
- 東名高速道路 綾瀬SICから北へ約9km
- 首都圏中央連絡自動車道（圏央道） 相模原愛川IC東へ約8km
- 駐車場あり：13台